# Ramberg (Flakstad)
Pour les articles homonymes, voir Ramberg.
Ramberg est une localité du comté de Nordland, en Norvège.

## Géographie
Ramberg est le centre administratif de la kommune de Flakstad.